# (15339) Pierazzo
(15339) Pierazzo  es un asteroide perteneciente al cinturón de asteroides, descubierto el 8 de enero de 1994 por el Spacewatch desde el Observatorio Nacional de Kitt Peak, en Estados Unidos.

## Designación y nombre
Pierazzo se designó inicialmente como 1994 AA9.
Más adelante fue nombrado en honor al científica planetaria estadounidense nacida en Italia  Elisabetta Pierazzo (1963-2011).

## Características orbitales
Pierazzo orbita a una distancia media del Sol de 2,9285 ua, pudiendo acercarse hasta 2,6806 ua y alejarse hasta 3,1764 ua. Tiene una excentricidad de 0,0846 y una inclinación orbital de 3,1043° grados. Emplea en completar una órbita alrededor del Sol 1830 días.

## Características físicas
Su magnitud absoluta es 13,6. Tiene 4,950 km de diámetro. Su albedo se estima en 0,315. El valor de su periodo de rotación es de 5,61 h.